# Церковь Николая Чудотворца Мокринская
Церковь Николая Чудотворца Мокринская (Николо-Мокринская церковь, храм Николы Мокрого) — приходской православный храм в центральной части Ярославля, типичный ярославский посадский храм XVII века.

## История
Николо-Мокринская церковь была главным приходским храмом протяжённой Покровской слободы. По преданию, в языческие времена на этом месте пребывало древнее святилище Мокоши, один из булыжников которого использовался при переоборудовании церкви. В XVI веке в пойме Которосли между ручьями Сомовым и Паутовцем стоял деревянный храм, сгоревший в 1658 году во время большого пожара в Ярославле.
Нынешний храм был построен между 1665 и 1672 годами на средства купцов Астафия Лузина, Андрея Лешина и горожан Фёдора Выморова и Степана Тарабаева. Главный храм освятил 14 июня 1672 года митрополит Иона Сысоевич.
По архитектуре Николомокринский храм часто сравнивают с его предшественником — храмом Иоанна Златоуста в Коровниках. В частности, историк архитектуры Алексей Суслов отмечал явное подражание и в плане, и в расположении объёмов: «Так же высоко подняты главы, одинаково поставлены шатры над приделами, так же с трёх сторон огибает храм невысокая галерея с крыльцами». Тем не менее и сам храм, и весь ансамбль имеют свои особенности. Здесь шатровая колокольня с тремя ярусами декоративно оформленных слухов не расположена отдельно, а пристроена к северо-западному углу основного объёма. Этот высотный акцент возвращает композиции храма асимметрию, как в более ранних памятниках, например в церквях Николы Надеина, Рождества Христова и Ильи Пророка.
Возможно, именно наличием столь близко стоящей колокольни продиктовано изменение пропорций храма по сравнению со Златоустинским – он сильнее вытянут по вертикали. Стройные световые барабаны кажутся более широко расставленными, форма глав также иная: не шаровидная, а грушевидная.
В остальном же мы действительно видим повторённую здесь композицию с центральным четвериком без подклета, увенчанным пятиглавием, с пятью полуциркульными алтарными апсидами. Храм обходит галерея, два её придела завершены шатрами с изящными главками. 
Наружное убранство храма, традиционное для ярославского зодчества данного периода, подчёркивает его объёмную структуру. Это лопатки на фасадах и пучки полуколонок с дыньками на стволах, украшающие основной объём, валики-полуколонки между апсидами, ступенчатые карнизы четвериков и восьмериков в шатровых приделах, горки кокошников в основании граней шатров, фигурные наличники окон и слухов. Барабаны обведены валиками, лентами поребрика и аркатурно-колончатыми поясами. Изразцовые обрамления окон в апсидах в целом повторяют формы наличников Коровницкого храма, хотя они намного меньше по размерам. Изразцовое убранство паперти, пристроенной в 1680—1690-х годах, гораздо богаче. С ним может поспорить только облик зимнего храма Тихвинской иконы Божией Матери (1686), входящего в ансамбль. Галерея, традиционная для церквей XVII века, была сделана так, чтобы зимой её проёмы можно было закрывать рамами.
Росписи церкви Святителя Николая выполнены в 1673—1674 годах на средства прихожан. Как видно из прошения Семёна Лузина царю Алексею Михайловичу (1675), в работе участвовали мастера из Ярославля и Костромы во главе с Гурием Никитиным: Логин Сидоров, Ермолай Фёдоров, Тимофей Федотов, Иван Ануфриев, Фёдор Савин, Андриан Иванов, Семён Козлов, Карп Михайлов Дмитрий, Фёдор Карпиев и Василий Ананьин.
В XIX веке картины в храме дважды обновлялась — в 1853 году, а затем в 1895—1896 годах московскими художниками Чириковым и Епанешниковым под патронатом Московского археологического общества. В 1970—1980-х годах велись реставрационные работы на фресках Алексеевского и Варваринского приделов.
В конце XIX века Николо-Мокринская церковь была передана военному ведомству и с 1892 года являлась полковым храмом расквартированного в Ярославле Фанагорийского полка.
В результате артиллерийского обстрела города коммунистами в 1918 году приходским церквям был нанесён урон: были пробиты колокольня, главы и приделы. Частичная реставрация проводилась в 1919—1920 годах. Храм был закрыт в 1920-х годах. С 1930-х использовался как склад.
В 1992 году храм возвращён Русской православной церкви.

## Престольные праздники
- Святителя Николая Чудотворца — 22 мая (перенесение мощей), 19 декабря;
- Тихвинской иконы Божией Матери — 9 июля[5].

## Духовенство
- Настоятель храма — протоиерей Василий Марченко[5]